# Увары (Астраханская область)
Увары — село в Камызякском районе Астраханской области России. Входит в состав Чаганского сельсовета. До 2015 года — административный центр Уваринского сельсовета. Население 1034 человек (2010), 84 % из них — русские (2002).

## История
После присоединения Астраханского царства (в 1556 г.), Иван Грозный приказал обустроить рыболовные учуги на трех волжских протоках: Яманчуге, Чагане и Уваре. По всей вероятности название села Увары происходит именно от названия волжского протока. На протяжении последующих веков судьба села и учуга были взаимосвязаны.
После окончания смуты, в июне 1614 г., астраханские власти разослали по всем астраханским учугам доверенных лиц с задачей переписать все учужное имущество. Также была поставлена задача организовать промысловую добычу рыбы. В том же году было организовано производство на учугах Увары, Басарга, Урустоба, Черка, Камызяк, Бирюль, Бузан, Чеган и Иванчуг. В фонде астраханской приказной избы сохранились материалы о продаже рыбы с этих учугов. Восстановлением учужных промыслов занимались выборные целовальники из посада. Оборудование и материалы поставлялись Деловым двором.
В 1671 г. в Уварах был храм и в нем священнодействовал иеромонах Иосиф (Оселка), присутствовавший при убийстве митрополита Иосифа. Он взял в свои руки панагию и митру святителя и, предположительно, перевез в Увары.
В октябре 1722 г. Петр I, находясь в Астрахани, посетил рыболовные учуги. В четверг, 25 октября, «по  утру  пошел  Его  Величество  на  Уваринской  свой учуг …где  только  до  половины  изб  пересмотрел  Его  Величество и вынял своими руками 20-ть рыб белуг, в том числе 3 матерых». 
В 1804 г. русский ученый Николай Яковлевич Озерецковский посетил Уваринский учуг. Из его записок следует, что помимо деревянной церкви, в поселке имелось 5 церковных дворов, 26 - переведенческих купеческого ведомства, 11 - школьного правления, разночинческих - 17, а также казенный питейный дом.
В 1859 г. в селе было 64 двора, 224 жителей мужского пола и 250 женского пола. В селе была православная церковь и рыбный завод.
В 1877 г. в Уварах было уже 102 двора, 635 жителей и 495 голов скота (лошади, коровы, свиньи). Там имелась церковь, школа, два торговых лавки, питейное заведение, кузница и пожарный обоз.
В 1890-х гг. население значительно увеличилось и стало очевидно, что старый храм был чрезвычайно мал. По призыву местного священника Александра Потменского местные жители активно жертвовали на строительство нового храма. Строительство заняло 4-5 лет и стоимость новой церкви оценивалась в 50 тысяч рублей. 8 февраля 1902 г. состоялось освящение нового храма. К 7.30 утра население не только Уваров, но и из соседних деревень в праздничной одежде под звон большого колокола спешили в храм. Состоялась церемония освящения с крестным ходом и литургией. После литургии священнослужители и гости были приглашены в общественную квартиру, где им предложили хлеб и соль. Церковь простояла всего два дня. Не успели еще разъехаться приглашенные гости, как 10 февраля 1902 г. в полдень храм сгорел до каменного фундамента - удалось спасти только некоторую церковную утварь.   
Законом Астраханской области от 29 июня 2015 года № 42/2015-ОЗ, муниципальные образования «Село Чаган» и «Уваринский сельсовет» были преобразованы, путём их объединения, в новое муниципальное образование «Чаганский сельсовет». Село Увары перестало быть центром сельсовета и вошло в состав Чаганского сельсовета.

## География
Село Увары расположено в пределах Прикаспийской низменности в южной части Астраханской области, в дельте реки Волги и находится на большом острове, образованном реками Увары, Быстрая, Кизань, по правому берегу р. Увары.
Абсолютная высота 24 метров ниже уровня моря.
Уличная сеть
состоит из 12 географических объектов:
Площадь: пл. Павших Коммунаров.
Улицы: Дорожная ул., ул. Кочетова, ул. Ксенофонтова, Молодёжная ул., Набережная ул., ул. Никонова, ул. Саломатова, Тарновая ул., ул. Федотова, ул. Фролова, ул. Чернова
Климат
умеренный, резко континентальный, характеризуется высокими температурами летом и низкими — зимой, малым количеством осадков, а также большими годовыми и летними суточными амплитудами температуры воздуха.

## Население
| 2002 | 2010  |
| ---- | ----- |
| 1158 | ↘1034 |

Национальный и гендерный состав
По данным Всероссийской переписи в 2010 году, численность населения составляла 1034 человек (483 мужчины и 551 женщина, 46,7 и 53,3 %% соответственно).
Согласно результатам переписи 2002 года, в национальной структуре населения русские составляли 84 % от общей численности населения в 1160 жителей.

## Инфраструктура
Почтовое отделение 416301 (ул. Ксенофонтова, 21).
Среди учреждений социальной сферы: фельдшерско-акушерская амбулатория (ул. Ксенофонтова, 25/1), детский сад, МКОУ «Уваринская СОШ имени Чилимского В. Я.» на 392 места, Уваринский сельский дом культуры, сельская библиотека.
Развито сельское хозяйство (выращивание овощей, зерновых и картофеля), рыбодобыча. Есть ферма-птичник.
достопримечательности
Православный храм.
Памятник на площади Павших Коммунаров.

## Транспорт
региональная автодорога «Подъезд к с. Увары от подъезда к с. Иванчуг» (идентификационный номер 12 ОП РЗ 12Н 093) Остановка общественного транспорта «Увары».
Водный транспорт.

## Известные уроженцы
- Краснов, Николай Иванович (1909— ?) — советский военачальник, полковник.